# Palakék ékesboglárka
A palakék ékesboglárka (Cupido alcetas) a boglárkalepke-félék családjába tartozó, Európától Közép-Ázsiáig elterjedt lepkefaj. 

## Megjelenése
A palakék ékesboglárka szárnyfesztávolsága 2,4-2,8 cm. A hím szárnyainak alapszíne liláskék, palakék, a nőstényé sötét szürkésbarna. A hím szárnyain felül a fekete szegély igen keskeny. A szárnyak fonákja fehéresszürke, rajta sorokba rendeződő apró fekete foltokkal. Az elülső szárnyak fonákján a fekete foltsor S-alakúan ível, a hátulsón a foltsor 1., 2., 6. és 9. pettye nem egy vonalban helyezkedik el, nem köthetők össze egyenes vonallal. Csápjai fekete-fehér csíkosak.
Változékonysága nem számottevő, de a tavaszi nemzedék kisebb.
Hernyója zöld, hátán és oldalain sötétzöld vonalakkal, sűrű fehéres szőrökkel. Bábja halványsárga, a hátoldalának közepén egy fekete sáv, ennek két oldalán fekete pontok láthatók.

### Hasonló fajok
Hasonlíthat hozzá a kóbor ékesboglárka, a kormos ékesboglárka, az aprószemes boglárka, a törpeboglárka, a hegyi törpeboglárka, a nagyszemes boglárka és a bengeboglárka.  

## Elterjedése
Eurázsiában fordul elő, Északkelet-Spanyolországtól egészen az Altajig. Észak-Európából hiányzik. Magyarországon a Dunántúli-dombságon, a Dunántúli-középhegységben, az Északi-középhegységben, a Nyírségben, a Kis-Sárréten és a Berettyó-Kálló közén található meg, helyeként gyakori is lehet.     

## Életmódja
Lápréteken, üde kaszálókon, patakparti vizenyős réteken, keményfás ligeterdők nyiladékaiban található meg.  
Az éghajlattól függően évente 1-3 nemzedéke nevelkedhet. Magyarországon két nemzedéke repül, április-júniusban és július-augusztusban. A hímek territóriumot tartanak, gyakran láthatóak kákavégeken, zsombékokon pihenni. Hernyója elsősorban a réti here (Trifolium pratense), esetleg tarka koronafürt (Coronilla varia), kőfali pintyő (Cymbalaria muralis), bükkönyfajok (Vicia spp.) leveleivel táplálkozik. A hernyó kifejlett állapotban telel át és a következő tavasszal bebábozódik.  
Magyarországon védett, természetvédelmi értéke 5 000 Ft.

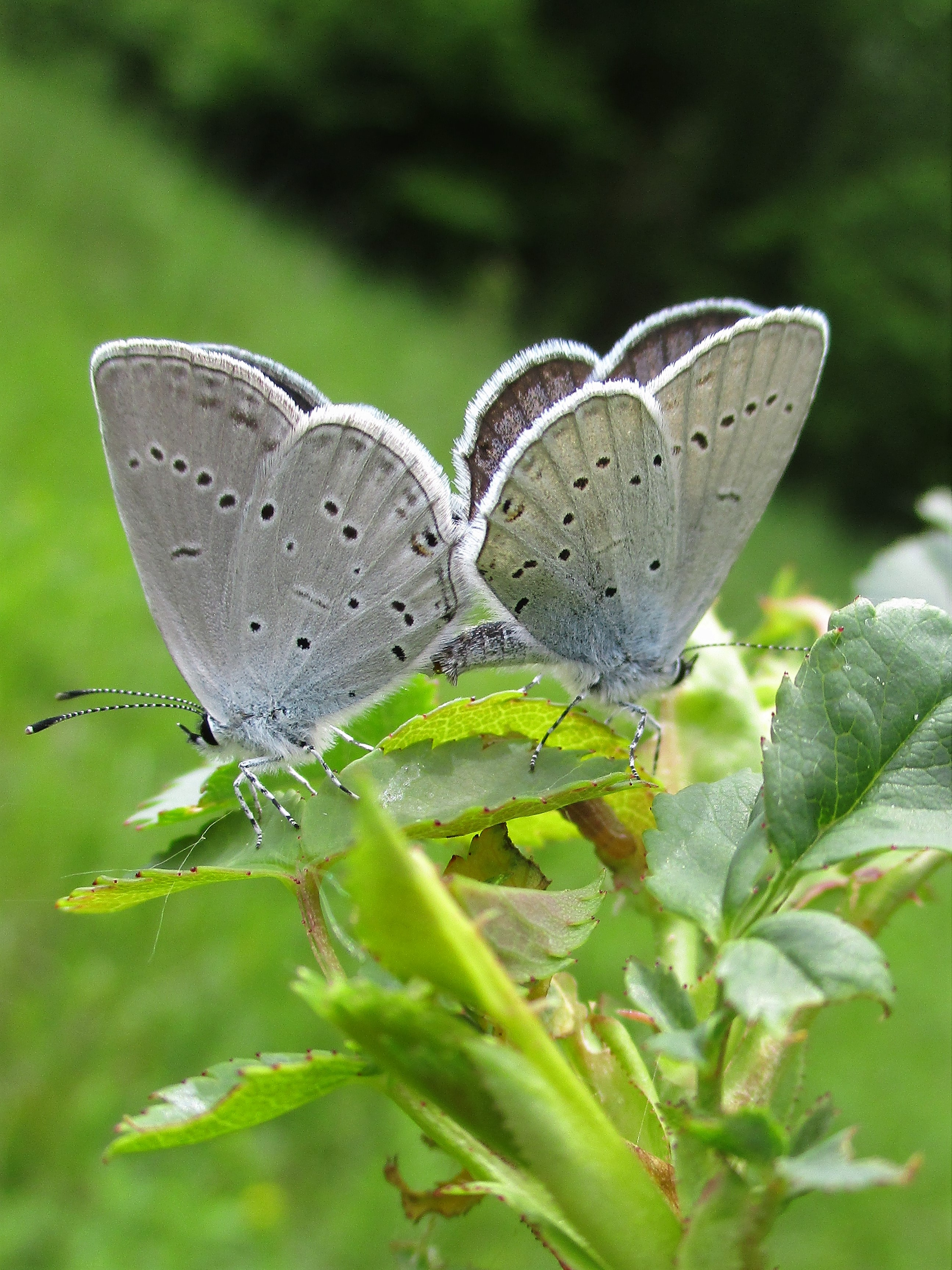
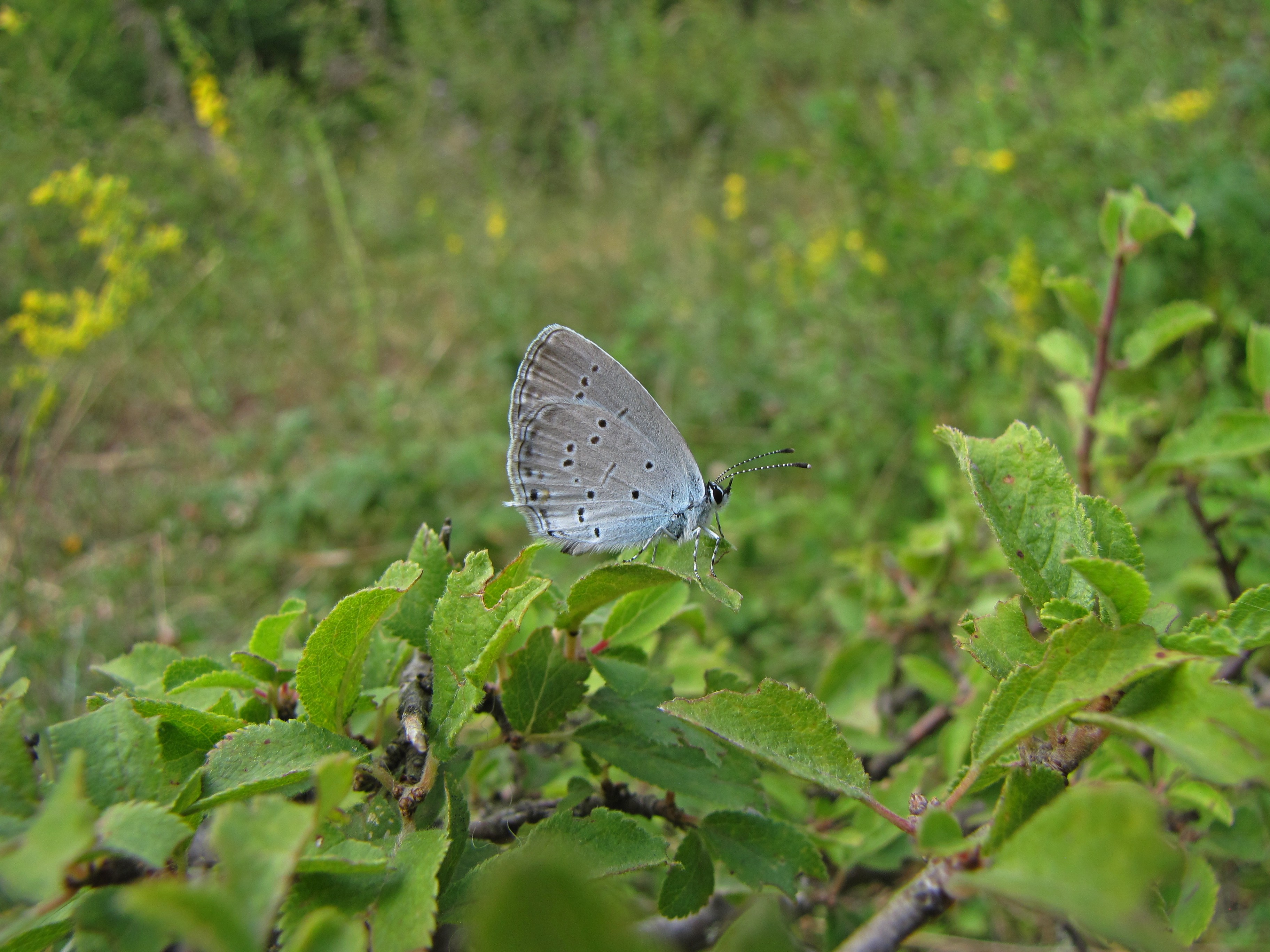
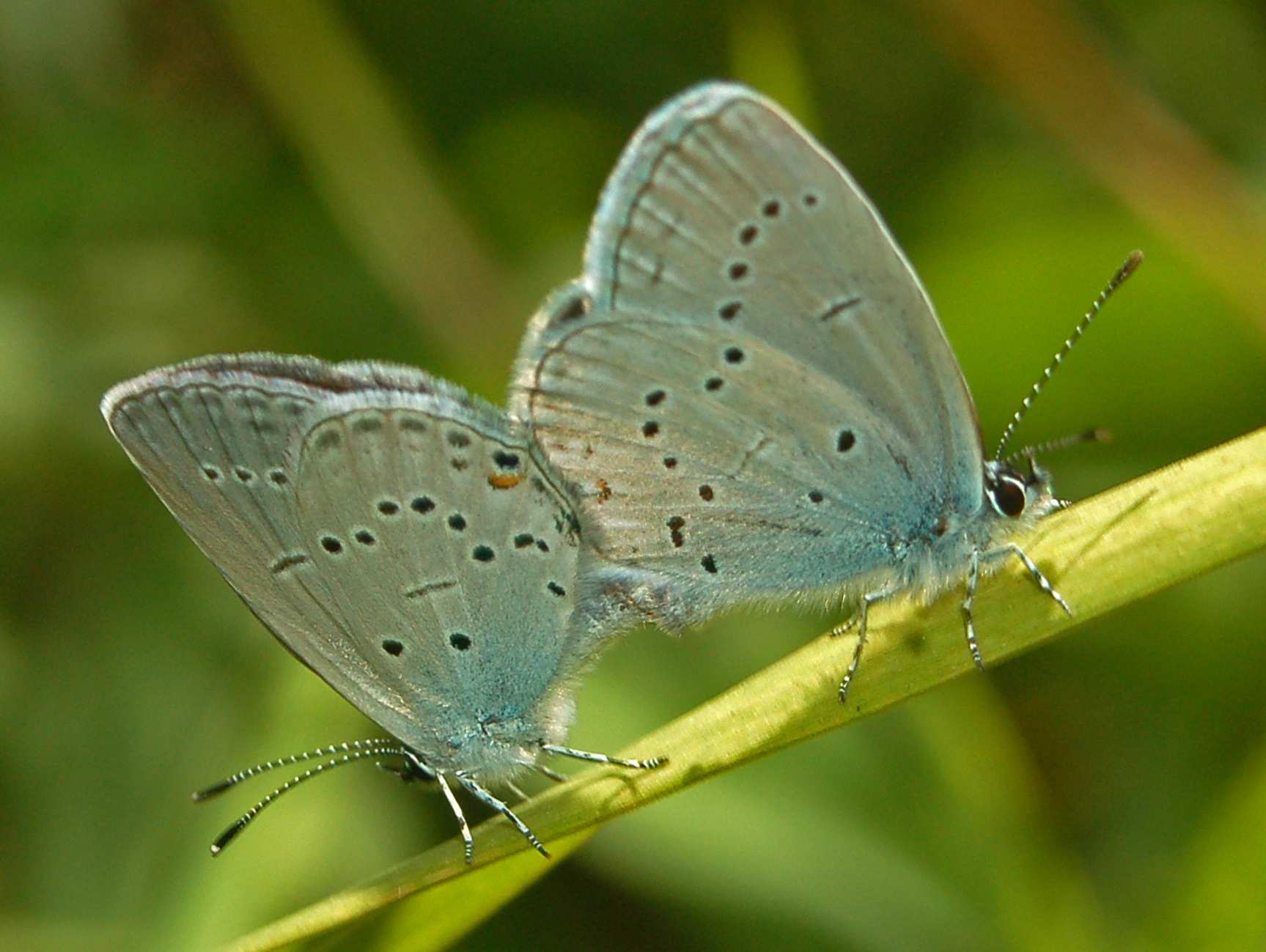
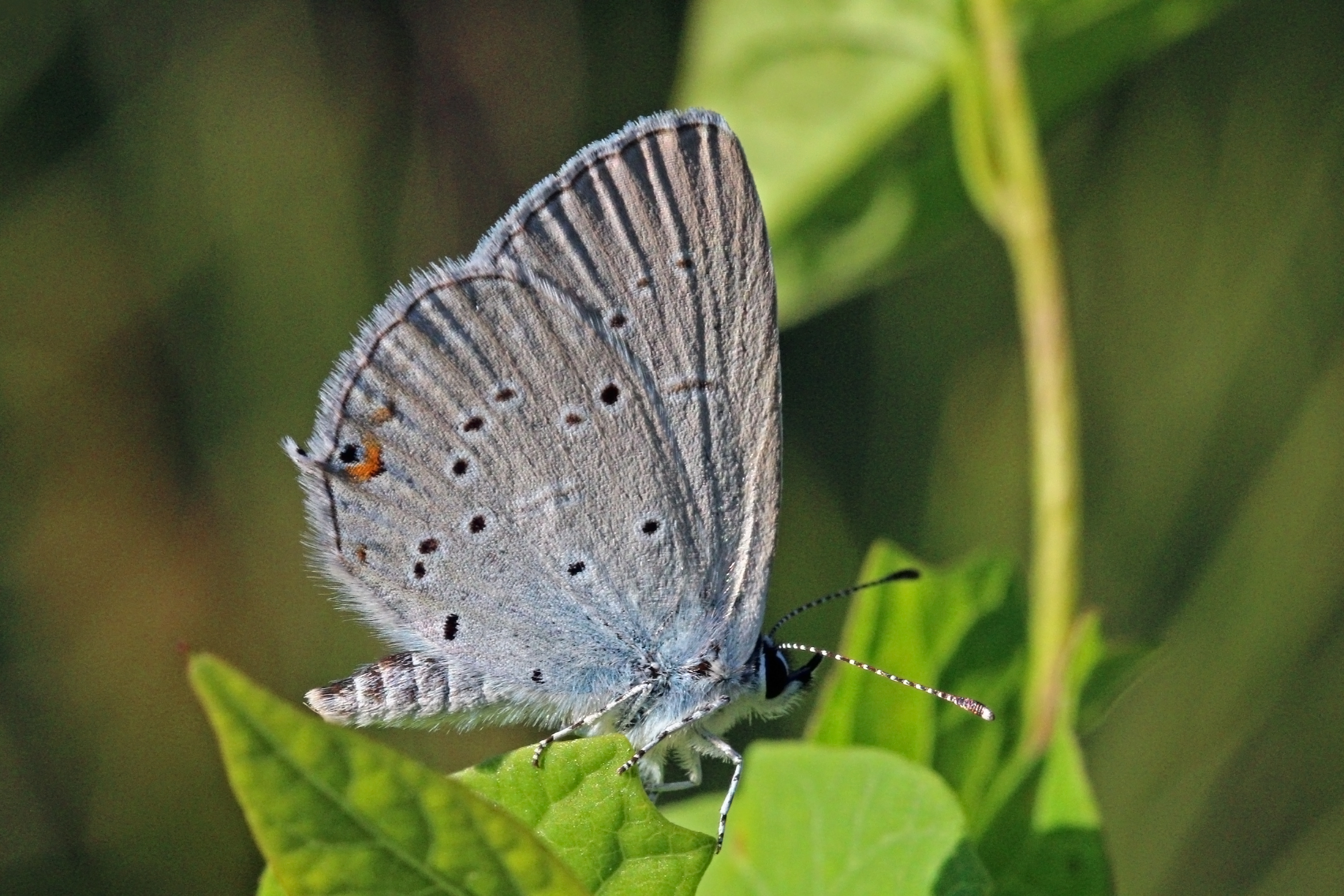